# Casa Josep Pi Carreras
La Casa Josep Pi Carreras és un edifici al municipi de Begur (Baix Empordà) catalogat a l'Inventari del Patrimoni Arquitectònic de Catalunya. Edifici, pintat de color blanc., de planta rectangular de planta baixa i pis pel carrer i de tres plantes amb afegits al teulat pel darrere (guanyant una planta pel desnivell en el jardí). La composició és semblant a la número 19, però més austera. Les obertures coincideixen en planta baixa i pis, i la façana resta dividida per quatre intercolumnis on hi ha les obertures. Igualment, i en plantes, la façana resta dividida en dues parts per una motllura longitudinal. L'obertura d'accés està al segon mòdul de la dreta i és d'arc de punt rodó i llinda datada. La resta en planta baixa d'arc rebaixat, la més a l'esquerra és una porta. En P.Pis són balcons i les obertures (igual que en planta baixa) estan emmarcades en pedra. El balcó central és arrodonit. Damunt dels balcons hi ha ulls de bou el·líptics. Clou la façana una cornisa i la barana massissa del teulat. La façana posterior diferencia en dues parts: la part baixa de les galeries on la de P.Pis són vuit arcs de punt rodó dividits en dues zones degut a un esglaó sobresortit que fa (els divideix en 5 i tres més petits que els anteriors) i que també té obertures al costat sortint:3. Aquesta galeria té una terrassa pel costat dret on hi ha l'escala d'accés al jardí. En planta inferior hi ha un porxo massís de sis obertures agrupades tres a tres d'on les centrals són més allargades. Són de pilars rectangulars i balustres. La segona part (damunt galeria) és més massissa i esta abocada a la terrassa que forma la galeria. Només hi donen les portes del pis superior. La barana és de balustres. Darrerament s'ha afegit un cos al teulat (que és de 2 aigües). Clau de l'entrada: 1860- P.R.
Casa feta després de la tornada de Cuba de Josep Pi Carreras, que hi havia emigrat juntament amb el seu germà Pere, de la veïna Can Pi.